# Mesochorus peruvianus
Mesochorus peruvianus är en stekelart som beskrevs av Dasch 1974. Mesochorus peruvianus ingår i släktet Mesochorus och familjen brokparasitsteklar. Inga underarter finns listade i Catalogue of Life.